# IC 2565
IC 2565 ist eine linsenförmige Galaxie vom Hubble-Typ S0 im Sternbild Kleiner Löwe am Nordsternhimmel. Sie ist schätzungsweise 650 Millionen Lichtjahre von der Milchstraße entfernt.
Das Objekt wurde am 7. April 1896 von Stéphane Javelle entdeckt.